# Бертхолд II (Церинген)
Бертхолд II фон Церинген (на немски: Berthold II von Zähringen; * ок. 1050, † 12 април 1111) от род Церинги от Швабия, е от 1078 до 1111 г. херцог на Швабия (геген-херцог) и от 1100 г. първият „херцог на Церинген“ от династията.

## Живот
Той е син на Бертхолд I „Брадатия“ († 1078), херцог на Каринтия, маркграф на Верона, и първата му съпруга Рихвара.
Бертхолд II и баща му помагат на Рудолф фон Райнфелден и затова през 1077 г. кралят взема на двете фамилии титлата и собственостите.
През 1079 г. Бертхолд II се жени за Агнес фон Райнфелден († 1111), дъщеря на геген-крал Рудолф фон Райнфелден († 1080) и втората му съпруга Аделхайд Торинска († 1079), която е сестра на Берта Савойска, от 1066 г. съпругата на император Хайнрих IV.
През 1090 г. той наследява бездетния херцог Бертхолд фон Райнфелден от Швабия, полубрат на съпругата му. Той основава манастири в Шварцвалд, строи през 1091 г. замъка Фрайбург към замъка си Церинген.
Бертхолд II фон Церинген умира на 12 април 1111 г. и е погребан в манастир „Св. Петър“ в Шварцвалд. Наследник му става през 1111 г. неговият син Бертхолд III, който след 11 години е наследен от брат му Конрад.

## Деца
Бертхолд и Агнес фон Райнфелден имат децата:
- Бертхолд (* ок. 1080; † умира на 3 май млад)
- Рудолф II (* ок. 1082; † 1111), граф на Райнфелден
- Бертхолд III (* ок. 1085; † 3 декември 1122), наследник на Конрад I херцог на Церинген, женен пр. 1122 г. за София Баварска († 1145), дъщеря на баварския херцог Хайнрих Черния
- Конрад I (* ок. 1090; † 8 януари 1152), херцог на Церинген, от 1127 ректор на Бургундия, женен 1130 г. за Клеменция от Люксембург-Намюр († 1158)
- Агнес († сл. 8 януари 1125), омъжена за Вилхелм II граф на Бургундия-Безансон († 1125)
- Лиутгард (* ок. 1087, умира млада)
- Петриса (* ок. 1095; † ок. 1115/пр. 1116), омъжена 1111 г. за граф на Фридрих I фон Пфирт († ок. 1160), син на граф Дитрих от Мусон
- Лиутгард (* ок. 1098; † 25 март 1131), омъжена пр. 1129 г. за граф Готфрид I фон Калв († 1131)
- Юдит (* ок. 1100; † сл. 5 август 1144), омъжена за граф Улрих II фон Гамертинген († 18 септември 1150 като монах в Цвифалтен)